# Dysaphis vandenboschi
Dysaphis vandenboschi är en insektsart. Dysaphis vandenboschi ingår i släktet Dysaphis och familjen långrörsbladlöss.

## Underarter
Arten delas in i följande underarter:
- D. v. vandenboschi
- D. v. lepidii